# Adam Strzembosz (starszy)

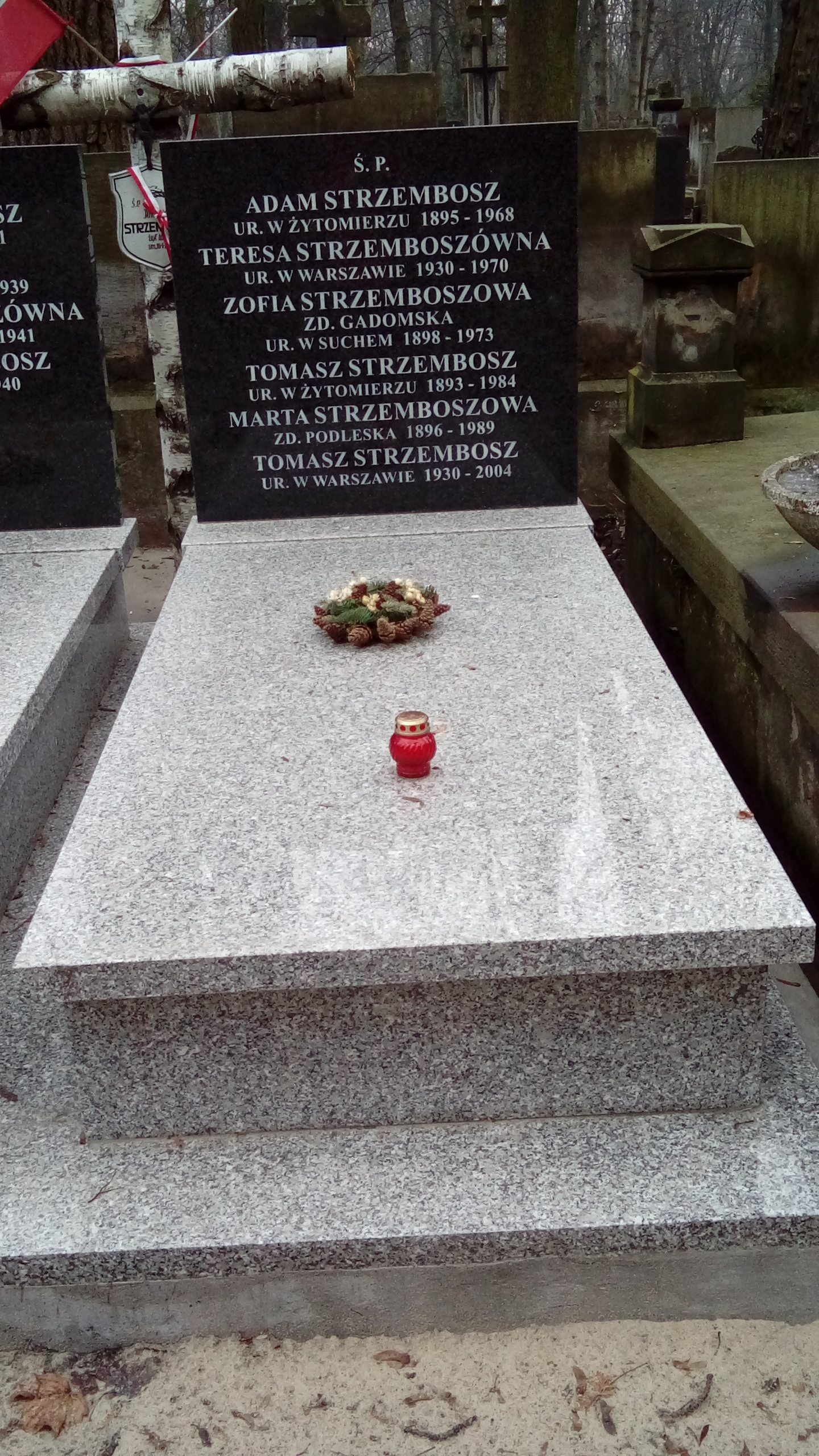
Grób Tomasza i Adama Strzemboszów na cmentarzu Powązkowskim

Adam Strzembosz (ur. 1895 w Żytomierzu, zm. 1968) – polski działacz niepodległościowy, prawnik, ojciec Teresy, Adama i Tomasza.

## Życiorys
Urodził się w Żytomierzu. Był synem lekarza, Wacława Strzembosza (1857–1931) i Marii z Bylinów (1871–1899). Dzieciństwo spędził w Oleksińcu, majątku rodzinnym. Był członkiem konspiracji uczniowskiej i „Strzelca”. Zabrany ze studiów w Kijowie do wojska, po rewolucji lutowej brał udział w organizowaniu polskich oddziałów na Wołyniu i Podolu z byłych żołnierzy armii carskiej, a następnie zgłosił się do II Korpusu. Po bitwie kaniowskiej 11 maja 1918 i ucieczce z niewoli, ze względu na stan zdrowia nie trafił na front, lecz organizował administrację na zapleczu. Po wojnie został zastępcą starosty w Ostrogu i Dubnie. Działał w Związku Ludowo-Narodowym. Po ukończeniu studiów prawniczych (magisterium 1925), został zastępcą starosty w Przasnyszu. Tam poznał swoją przyszłą żonę, Zofię Gadomską pochodzącą z majątku Helenowo-Gadomiec k. Przasnysza. Po przewrocie majowym rezygnował z pracy w administracji i po aplikacji został adwokatem w Warszawie (1928-1947). W czasie oblężenia stolicy zorganizował szpitalik dla ludności. Podczas okupacji działał w konspiracji, pracował w Departamencie Informacji i Propagandy Delegatury Rządu na Kraj pod pseudonimami „Wilczopolski" (od nazwiska babki) oraz „Boleszczyc” i z jej ramienia uczestniczył w powstaniu warszawskim (Rejonowa Delegatura Rządu IV Śródmieście Południe), podczas którego był ranny w nogę. Po wojnie pracował jako adwokat, ale szykanowany przez władze opuścił adwokaturę i został radcą prawnym.
Z żoną Zofią (ślub w 1928) miał trojaczki urodzone w 1930: Teresę, Adama i Tomasza.
Został pochowany na warszawskich Powązkach (kwatera 261-6-18/19).